# K12 (Berg)
Der K12 ist die zweithöchste Erhebung in den Saltoro-Bergen, einem Teilgebirge des Karakorumgebirges im indisch kontrollierten Gebiet. 

## Lage
Er liegt in der umstrittenen Grenzregion zwischen dem pakistanischen Territorium Gilgit-Baltistan (die früheren Nordgebiete) und der indischen Kaschmirregion im Südwesten des Siachen-Gletschers. Der Grenzverlauf ist dort nicht genau festgelegt, er verläuft wahrscheinlich über den Hauptkamm der Saltoro-Berge und damit über den Gipfel des K12. Sein Name kommt von seiner Bezeichnung während der ursprünglichen Vermessung des Karakorum.
Der K12 liegt im Südwesten des Siachengletscher; der K12-Gletscher fließt auf seinen nordöstlichen Hängen und speist den Siachen. Die westlichen Hänge des K12 fließen zum Bilafond-Gletschersystem, von dort zum Dansam River und schließlich in den Indus.

## Besteigungsgeschichte
Der K12 erfuhr wenig Kletteraktivität, teilweise aufgrund der instabilen politischen Situation und der anhaltenden Militärpräsenz im Gebiet. Ein erster Besteigungsversuch wurde 1960, nach einem Aufklärungsbesuch 1957, durch den bekannten Entdecker Eric Shipton unternommen.
Nach einem weiteren gescheiterten Versuch durch eine japanische Seilschaft im Jahre 1971, schaffte es eine weitere japanische Expedition 1974, die zwei Bergsteiger Shinichi Takagi und Tsutomu Ito auf den Gipfel zu bringen. Sie stürzten und starben beim Abstieg. Ihre Körper konnten nicht mehr gefunden werden.
Eine andere japanische Expedition kehrte 1975 zurück und schaffte die zweite Besteigung.
Im Jahre 1984 nahm die indische Armee den Gipfel im Rahmen ihres Plans, alle Ansprüche auf den Siachengletscher auf dem undemarkationierten Teil der Line of Control seitens Pakistan abzublocken, in Beschlag. Es sind keine späteren Besteigungen oder Besteigungsversuche im Himalaya-Index verzeichnet.